# Audierne
Audierne (bret. Gwaien) – miejscowość i gmina we Francji, w regionie Bretania, w departamencie Finistère. W 2013 roku populacja gminy wynosiła 3708 mieszkańców. 
1 stycznia 2016 roku połączono dwie wcześniejsze gminy: Audierne oraz Esquibien. Siedzibą gminy została miejscowość Audierne, a nowa gmina przyjęła jej nazwę. 